# 多瑙河区舰队

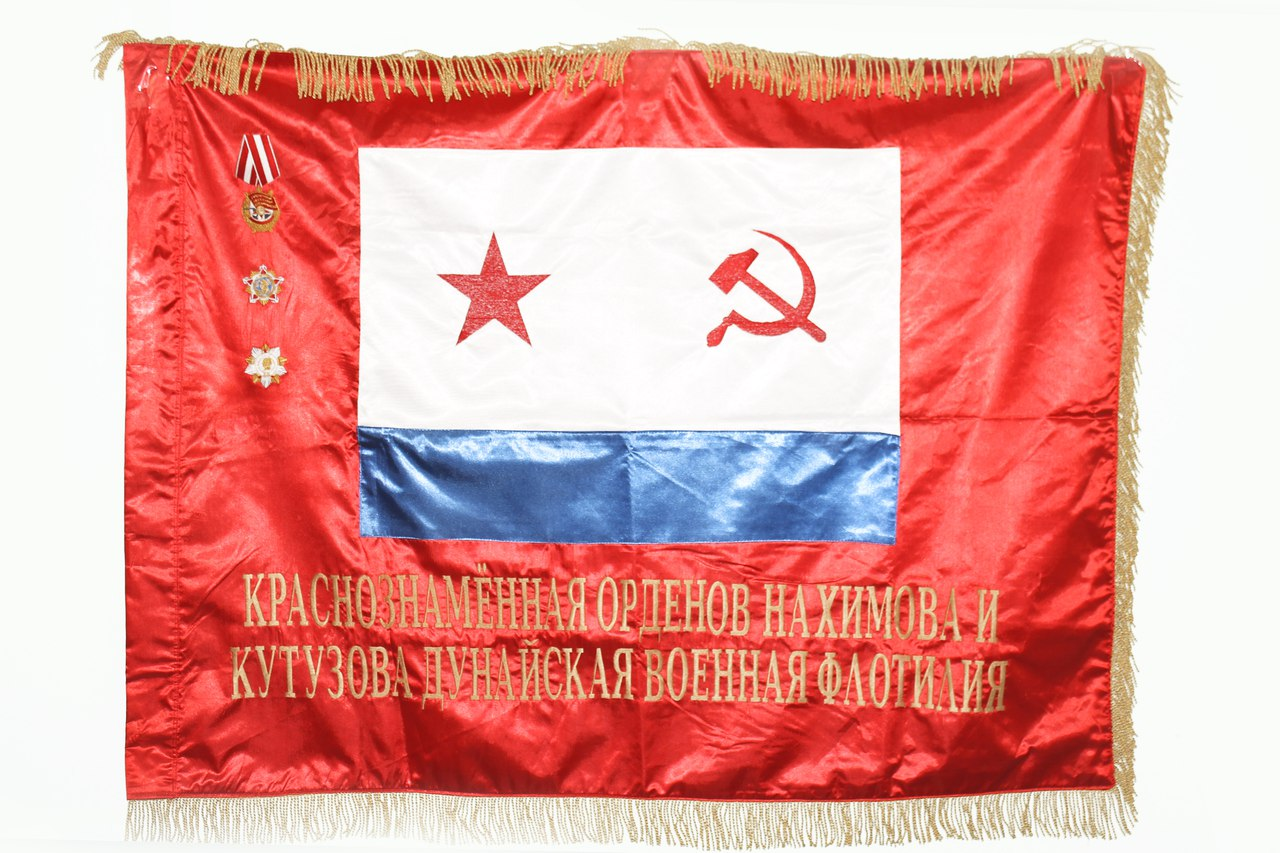
多瑙河舰队战旗

多瑙河区舰队是苏联或沙俄海军的一支区舰队。從18世紀後半建立起，期間曾多次重新組建，直至第二次世界大戰（衛國戰爭）為止。雖然本艦隊名為多瑙河區，但行動範圍不僅侷限於多瑙河，偶爾會前往黑海支援，甚是與黑海連接的河道。

## 艦隊歷史

### 1771年-1774年
鲁缅采夫创建了利曼桨船区舰队。1771年，俄军第1集团军在多瑙河区舰队的协同下，于2月占领了久尔久，3月封锁了图尔恰和伊萨克恰要塞。

### 1787年-1879年
1808年，普罗佐罗夫斯基元帅率俄军8万人（1809年8月起由巴格拉季昂将军指挥），在拥有140艘舰船的多瑙河区舰队的配合下强渡了多瑙河，相继夺取了伊萨克恰、图尔恰、巴巴达格、默钦、伊兹梅尔、布拉伊洛夫等要塞。
1877年拥有水雷艇15艘、蒸汽船6艘、桨船20余艘。

### 1917年11月-1918年3月
1918年2月由比萨拉比亚撤退到敖德萨。1918年3月所有舰船被德国俘获。

### 1940年6月—1941年11月20日
舰队主基地位于多瑙河基利亚河支流左岸伊兹梅尔。战争爆发前拥有浅水重炮舰5艘、装甲艇22艘、扫雷艇7艘、护卫艇30艘、半滑艇6艘。担负在普鲁特河口至基利亚河口地段防止德军与仆从国罗马尼亚军队强渡多瑙河。苏德战争爆发后，多瑙河区舰队配合南方面军第9集团军第14步兵军在普鲁特河与多瑙河打退了罗马尼亚军队的进攻。由于南方面军的全线东撤，区舰队奉命向敖德萨转移，7月19日全部抵达该地。

### 1944年4月—1960年
重建后首任司令为谢尔盖·格奥尔基耶维奇·戈尔什科夫。下辖：
- 江河舰艇独立支队（装甲艇14艘、炮艇18艘、扫雷舰艇22艘）
- 装甲艇支队（装甲艇36艘）
- 半滑艇队1（半滑艇16艘）等。

参加雅西-基什尼奥夫战役、布达佩斯战役、维也纳战役。
1944年10月整编为：
- 江河舰艇第一支队（浅水重炮舰3艘、装甲艇35艘）
- 江河舰艇第二支队（浅水重炮舰3艘、装甲艇16艘、水雷艇16艘）
- 扫雷支队（扫雷艇36艘）。

## 資料來源
Vahmut, A.  [The First Days of the War on the Danube]. Военно-исторический журнал [Military History Journal]. Ministry of Defense of the Russian Federation. 1970  [February 23, 2016] （俄语）.
Hughes, Patrick. . Red Army Online. 2002  [February 22, 2016]. （原始内容存档于March 4, 2016）.
Kennedy, David M. . Simon & Schuster. 2007: 292  [February 22, 2016]. ISBN 9781416553069.
DRAGIŠIĆ, Ž. R.  [Clearing the Danube of NATO Bombs]. Press Online. February 18, 2011  [February 23, 2016]. （原始内容存档于March 4, 2016）. （波斯尼亞語）
Chen, C. Peter. . World War II Database.   [February 23, 2016].
Bertke, Donald; Kindell, Don; Smith, Gordon. . Bertke Publications. 2012: 73  [February 24, 2016]. ISBN 978-1937470036.
Orenstein, Harold S. . Routledge. 2013: 165–172  [5 February 2017]. ISBN 9781135186135.